# Virginia Zeani
Virginia Zeani, nome d'arte di Virginia Zehan (Solovăstru, 21 ottobre 1925 – West Palm Beach, 20 marzo 2023), è stata un soprano rumeno, attivo dagli anni cinquanta ai settanta.
Virginia Zeani può essere considerata a buon diritto la prima Lucia di Lammermoor “moderna”. Il suo debutto nel ruolo di Lucia avvenne nel 1950, due anni prima di Maria Callas. 
Il suo repertorio comprendeva oltre 70 ruoli, tra cui I dialoghi delle Carmelitane di Poulenc, che lei cantò in prima assoluta. La sua interpretazione più famosa è stata quella di Violetta, che cantò in oltre 600 recite.

## Biografia
Studiò canto sotto la guida del soprano Lydia Lipkowska e poi del tenore Aureliano Pertile e debuttò a Bologna nel 1948 come Violetta ne La traviata.
Nel gennaio 1950 fu invitata a cantare in una "tournee", o stagione, di tre mesi, al Cairo e ad Alessandria d'Egitto, cantando Violetta, Nedda, Michaela e soprattutto Adina ne L'elisir d'amore accanto al tenore italiano Beniamino Gigli. Lei aveva 24 anni, lui 60.
Nel 1952 avvenne un passo importante quando, sempre con breve preavviso, il direttore d'orchestra Tullio Serafin la scelse per sostituire Maria Meneghini Callas nel ruolo di Elvira ne i Puritani al Teatro Comunale di Firenze.
Al Teatro La Fenice di Venezia nel 1952 canta la Sinfonia n. 9 diretta da Vittorio Gui con Boris Christoff, nel 1961 Mimì ne La bohème con Giuseppe Di Stefano ed Angelo Nosotti diretta da Luciano Rosada e Violetta Valery ne La traviata nella trasferta nel Teatro Nazionale a Belgrado con Luciano Pavarotti e Mario Sereni diretta da Ettore Gracis, nel 1964 Madama Butterfly diretta da Arturo Basile e nel 1973 Turandot di Ferruccio Busoni.
Al Teatro alla Scala di Milano nel 1956 è Cleopatra nella prima di Giulio Cesare di Georg Friedrich Händel con Nicola Rossi-Lemeni, Giulietta Simionato, Franco Corelli e Mario Petri diretta da Gianandrea Gavazzeni, nel 1957 Bianca De La Force nella prima assoluta di I dialoghi delle Carmelitane con Gianna Pederzini, Scipio Colombo, Nicola Filacuridi, Leyla Gencer, Gigliola Frazzoni, Eugenia Ratti, Fiorenza Cossotto ed Alvinio Misciano diretta da Nino Sanzogno, nel 1961 Stella, Olympia, Giulietta ed Antonia nella prima di I racconti di Hoffmann con Rossi Lemeni e nel 1966 Madama Butterfly nella prima con Bruno Prevedi e Giangiacomo Guelfi.
Alla Wiener Staatsoper nel 1956 è Marguerite in Faust con Giuseppe Valdengo, nel 1957 Violetta ne La traviata con Gianni Raimondi e Rolando Panerai diretta da Herbert von Karajan e nel 1960 Micaela in Carmen con la Simionato e Walter Berry diretta da André Cluytens.
Debutta alla Royal Opera House nel gennaio 1960, sempre come sostituzione di emergenza in Traviata, ma questa volta per Joan Sutherland. Ricorda di essere arrivata alla Royal Opera House alle 16, dopo una notte insonne e un volo da Vienna via Francoforte. C'è stato solo il tempo per le prove dei costumi e un breve riposo prima di salire, per la prima volta, sul palco del Covent Garden. Non aveva mai incontrato nessuno del cast e ha dovuto chiedere "Qual è il mio Alfredo?". Quell'esibizione fu trasmessa in tutto il mondo ed è stata conservata su disco. Torna al Covent Garden 1962, sempre come Violetta ne La traviata, diretta da Alberto Erede.
Al Grand Théâtre di Ginevra nel 1965 è La jeune fille in Alissa di Raffaello de Banfield, nel 1966 Stella, Olympia, Giulietta, Antonia in Les contes d'Hoffmann con Rossi-Lemeni e José van Dam e nel 1969 Aida diretta da Nello Santi.
Al Metropolitan Opera House nel 1966 è Violetta ne La traviata con Robert Merrill e Charles Anthony Caruso diretta da Georges Prêtre e nel 1967 Elena ne I vespri siciliani con Eugenio Fernandi, Bonaldo Giaiotti e Paul Plishka.
Si ritirò dalle scene operistiche nel 1982, ma nel 1980 iniziò a insegnare canto alla scuola di musica dell'Indiana University di Bloomington, Indiana.
Si è spenta quasi centenaria il 20 marzo 2023.

## Vita privata
Fu sposata dal 1958 con il basso italiano Nicola Rossi-Lemeni, scomparso nel 1991. Entrambi furono docenti di canto all'Università dell'Indiana, contribuendo all'affermazione di diversi noti artisti, tra i quali Vivica Genaux e Sylvia McNair.
Visse a lungo a West Palm Beach, Florida.

## Repertorio
| Ruolo                            | Titolo                       | Autore      |
| -------------------------------- | ---------------------------- | ----------- |
| Amina                            | La sonnambula                | Bellini     |
| Elvira                           | I puritani                   | Bellini     |
| Leila                            | I pescatori di perle         | Bizet       |
| Micaela                          | Carmen                       | Bizet       |
| Margherita                       | Mefistofele                  | Boito       |
| Turandot                         | Turandot                     | Busoni      |
| Tatjana                          | Eugenio Onieghin             | Čajkovskij  |
| La Contessa                      | La dama di picche            | Čajkovskij  |
| Adriana Lecouvreur               | Adriana Lecouvreur           | Cilea       |
| La jeune fille                   | Alissa                       | De Banfield |
| Adina                            | L'elisir d'amore             | Donizetti   |
| Miss Lucia Ashton                | Lucia di Lammermoor          | Donizetti   |
| Linda di Chamounix               | Linda di Chamounix           | Donizetti   |
| Maria di Rohan                   | Maria di Rohan               | Donizetti   |
| Fedora                           | Fedora                       | Giordano    |
| Margherita                       | Faust                        | Gounod      |
| Cleopatra                        | Giulio Cesare in Egitto      | Händel      |
| Nedda                            | Pagliacci                    | Leoncavallo |
| Mariella                         | Il piccolo Marat             | Mascagni    |
| Manon                            | Manon                        | Massenet    |
| Carlotta                         | Werther                      | Massenet    |
| Thaïs                            | Thaïs                        | Massenet    |
| Magda                            | Il console                   | Menotti     |
| Elisa                            | Elisa e Claudio              | Mercadante  |
| Fiora                            | L'amore dei tre re           | Montemezzi  |
| Zerlina                          | Don Giovanni                 | Mozart      |
| Antonia Giulietta Olimpia Stella | I racconti di Hoffmann       | Offenbach   |
| Serpina                          | La serva padrona             | Pergolesi   |
| Prima corifea                    | Assassinio nella cattedrale  | Pizzetti    |
| Bianca                           | I dialoghi delle Carmelitane | Poulenc     |
| La donna                         | La voce umana                | Poulenc     |
| Manon Lescaut                    | Manon Lescaut                | Puccini     |
| Mimì Musetta                     | La bohème                    | Puccini     |
| Floria Tosca                     | Tosca                        | Puccini     |
| Cio-Cio-San                      | Madama Butterfly             | Puccini     |
| Magda de Civry                   | La rondine                   | Puccini     |
| Suor Angelica                    | Suor Angelica                | Puccini     |
| Giulia                           | La scala di seta             | Rossini     |
| Rosina                           | Il barbiere di Siviglia      | Rossini     |
| Desdemona                        | Otello                       | Rossini     |
| Zelmira                          | Zelmira                      | Rossini     |
| Contessa Adele                   | Il conte Ory                 | Rossini     |
| Tamara                           | Il demone                    | Rubinstein  |
| Alzira                           | Alzira                       | Verdi       |
| Lina                             | Stiffelio                    | Verdi       |
| Gilda                            | Rigoletto                    | Verdi       |
| Violetta Valery                  | La traviata                  | Verdi       |
| Duchessa Elena                   | I vespri siciliani           | Verdi       |
| Aida                             | Aida                         | Verdi       |
| Desdemona                        | Otello                       | Verdi       |
| Elsa                             | Lohengrin                    | Wagner      |
| Senta                            | L'olandese volante           | Wagner      |
| Agata                            | Il franco cacciatore         | Weber       |

## Discografia parziale
- Virginia Zeani, 2009 Preiser
- Il Mito dell'Opera - Virginia Zeani (Live Recordings 1957-1969), 2013 Bongiovanni
- Zeani: Operatic Recital - Virginia Zeani, Decca
- Zeani: One Fine Day - The Santa Cecilia Orchestra of Rome/Franco Patané/Virginia Zeani, Mastercorp
- Pizzetti: Assassinio nella cattedrale - Ildebrando Pizzetti/Orchestra Sinfonica della RAI Radiotelevisione Italiana di Torino/Nicola Rossi-Lemeni, Milano Dischi
- Puccini: Manon Lescaut - Virginia Zeani/Alberto Carusi/Leonida Bergamonti/Flaviano Labò/Guido Pasella/Alberto Rinaldi/Umberto Cattini/Coro e Orchestra del Teatro Municipale di Piacenza, Bongiovanni
- Verdi: Rigoletto - Aldo Protti/RAI Symphony Orchestra, Milan/Nino Sanzogno/Nicola Zaccaria/Carlo Zampighi/Virginia Zeani, Bongiovanni
- Verdi: La Traviata - The Hamburg Philharmonic State Orchestra/The Hamburg Sate Chorus/Napoleone Annovazzi/Virginia Zeani, 2010 Mastercorp